# جواد سعدون‌زاده
جواد سعدون‌زاده (زادهٔ ۱۳۳۸ آبادان) سیاستمدار، مدرس دانشگاه و مدیر ارشد اجرایی ایرانی است، که هم‌اکنون نمایندهٔ حوزهٔ انتخابیهٔ آبادان در دورهٔ دوازدهم مجلس شورای اسلامی است. او قبلاً عضو دورهٔ هفتم و نهم مجلس شورای اسلامی و عضو کمیسیون انرژی مجلس شورای اسلامی بود.

## سوابق و فعالیت
- -عضو هیئت علمی دانشگاه
- - معاون امور حقوقی و مجلس وزارت علوم